# Paradelphomyia bilobata
Paradelphomyia bilobata är en tvåvingeart som beskrevs av Alexander 1957. Paradelphomyia bilobata ingår i släktet Paradelphomyia och familjen småharkrankar. Inga underarter finns listade i Catalogue of Life.